# Trépanation
Ne doit pas être confondu avec Trépanage.

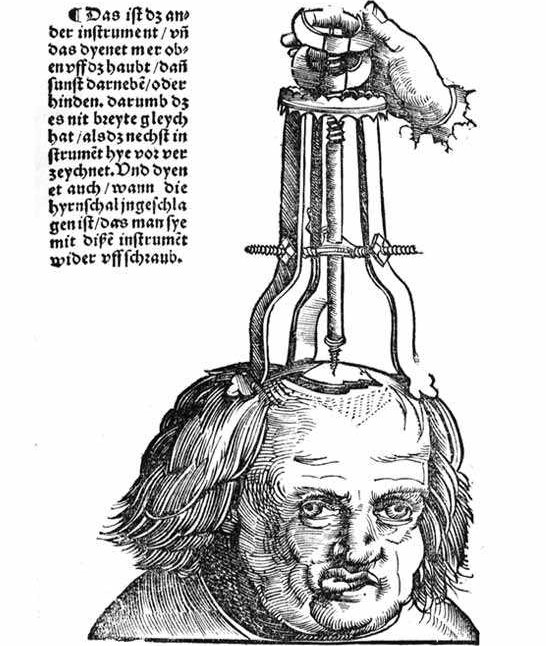
Dessin d'une trépanation (1517).

La trépanation est une technique de perçage qui consiste à pratiquer un trou en réalisant une découpe circulaire, à la différence de la craniectomie qui sectionne un ou plusieurs os du crâne. C'est également le nom générique d'une opération chirurgicale qui consiste à pratiquer un trou, grâce à un appareil — de type foret — appelé trépan, dans la boîte crânienne ou à enlever un morceau d'os crânien afin d'accéder au cerveau, notamment pour soulager une hyperpression intracrânienne.

## Historique

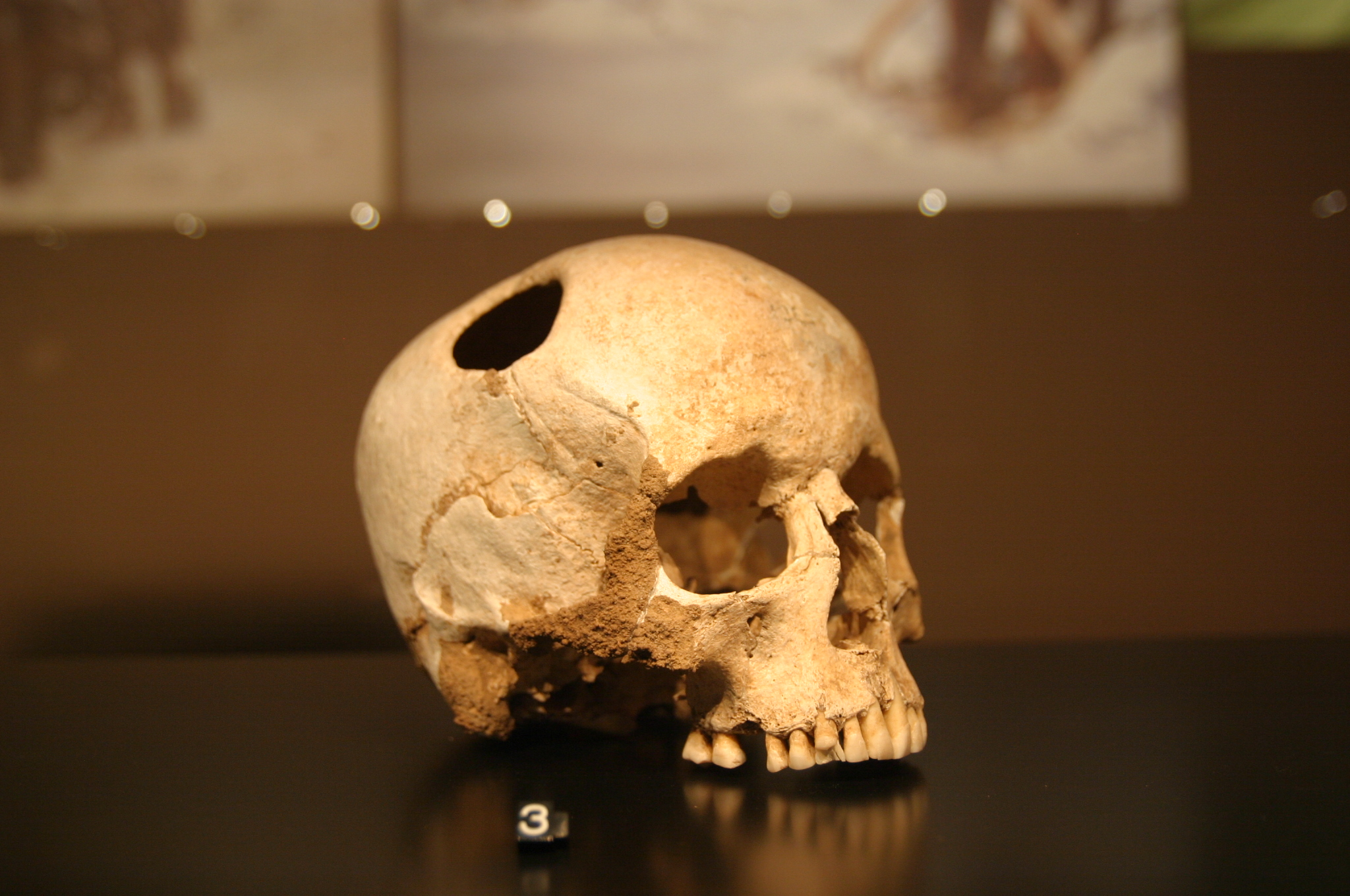
Crâne de jeune fille trépanée au silex, Néolithique (3500 av. J.-C.) ; la patiente a survécu.

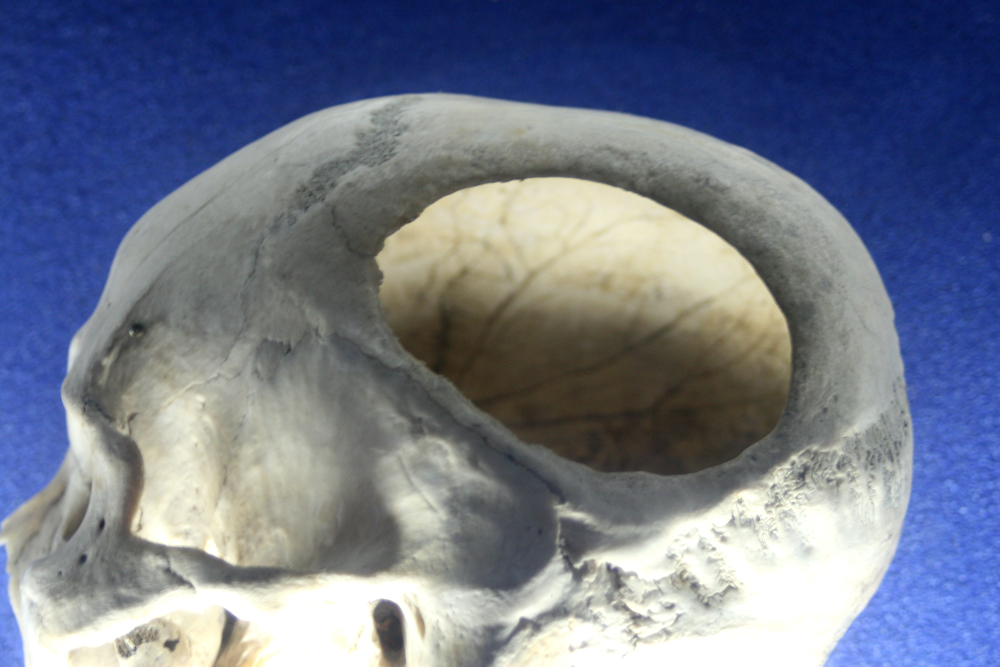
Gros plan de crâne humain néolithique ayant subi une trépanation.

La trépanation est la forme la plus ancienne de chirurgie dont il existe des preuves physiques. L'examen de crânes fossiles montre que des opérations de ce type étaient réalisées dès le Néolithique,, voire le Mésolithique. Le premier crâne préhistorique trépané est trouvé le 20 septembre 1843 à Crozon par le préhistorien Paul du Chatellier. En 1873, un morceau d’os pariétal ayant probablement servi comme amulette est trouvé dans un dolmen de Lozère par le docteur Barthélémy Prunières, qui est le premier à publier des travaux sur les trépanations préhistoriques et à utiliser le terme de « trépanation », terme ensuite fixé et mieux défini par Paul Broca. Des cas de double trépanation guérie sont également mis en évidence à cette époque. Trois méthodes étaient utilisées. Trois techniques d'extraction du « volet de trépanation » étaient utilisées : trépanation verticale (térébration avec un couteau de silex) ; horizontale (rainurage circonscrivant un volet ovalaire et curetage de l’os avec un racloir) ; élimination de roulette (en délimitant, avec des petits trous pratiqués à l’aide d’un poinçon ou d'une meule, une zone qui était ensuite éliminée par nécrose ou au moyen d’un levier). Les chirurgiens devaient beaucoup s'exercer (dans un site néolithique vendéen, une trépanation faite sur un crâne de vache évoque une expérimentation sur l'animal) car une étude sur 130 crânes trépanés de la grotte-aven des Baumes-Chaudes montre que 70 % des individus ayant subi la trépanation avaient survécu (trépanations cicatrisées, voire trou résorbé par régénération de l'os).
Dans la Grèce antique, la trépanation est décrite par Hippocrate.

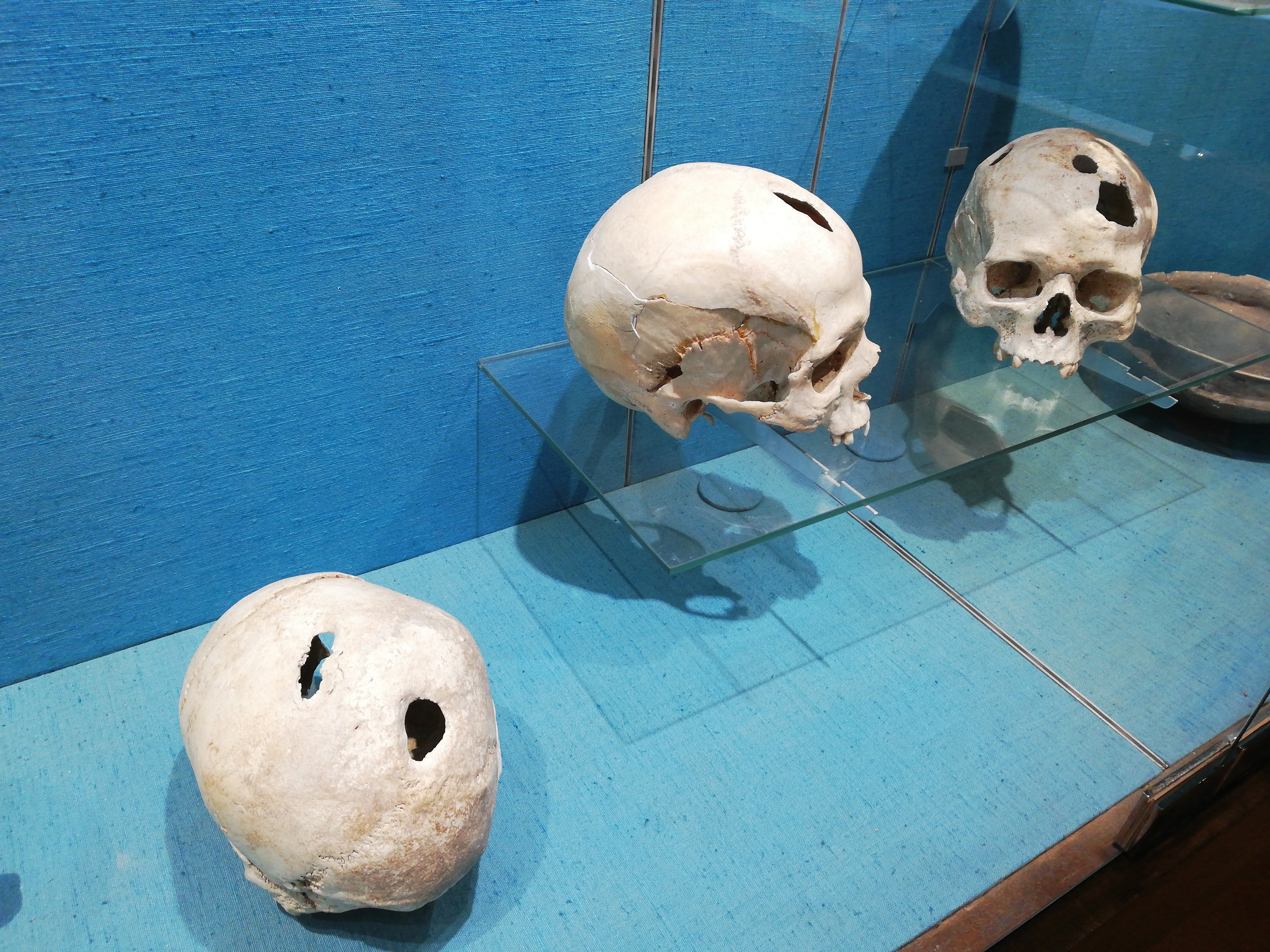
Crânes trépanés de l'âge du bronze, trouvés à Comps-sur-Artuby (Var), France. Exposés au musée archéologique de Saint-Raphaël. Les personnes ont survécu à leur trépanation, car on observe une croissance de l'os (réossification) en bordure des enlèvements des rondelles des crânes.

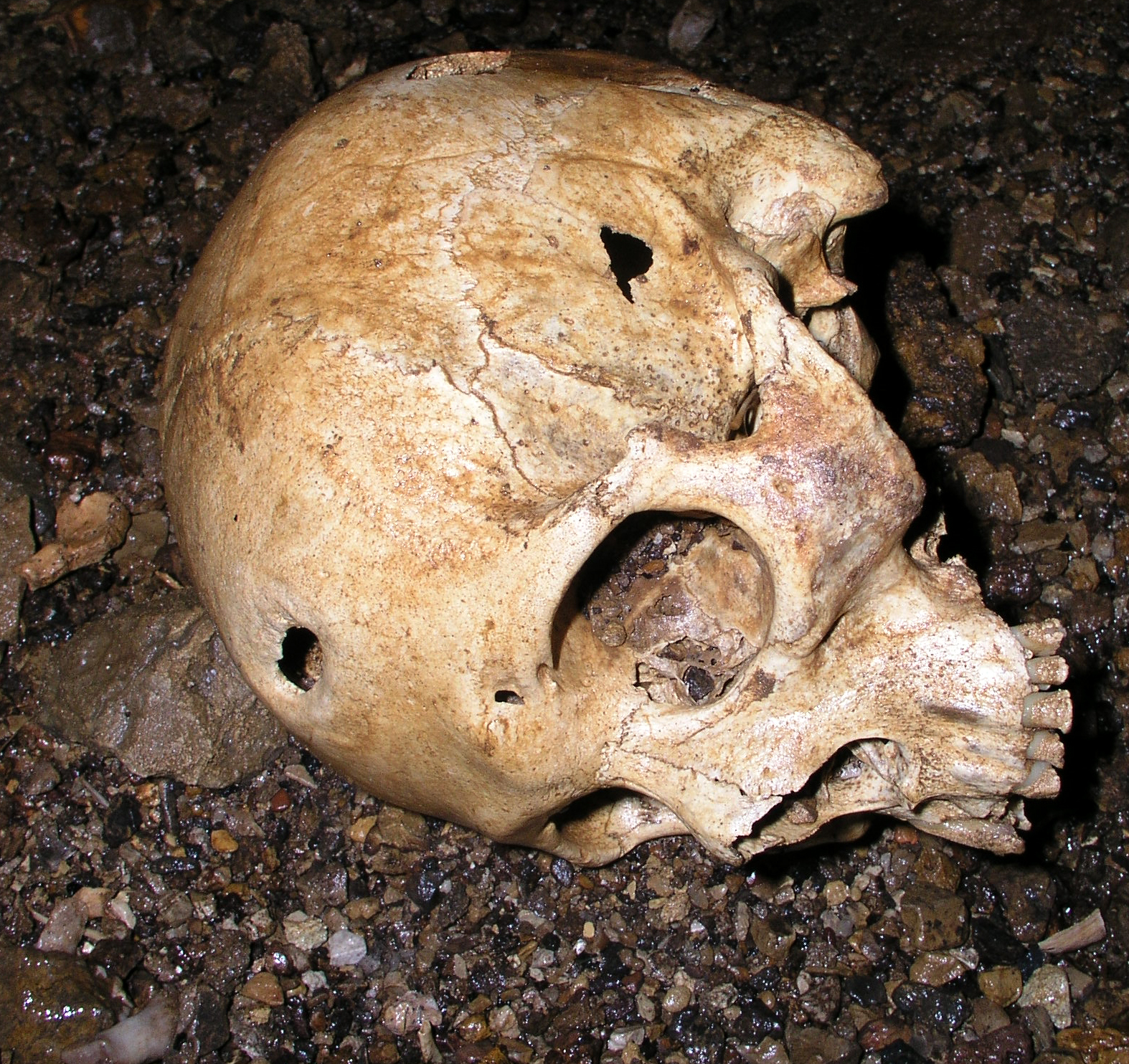
Crâne trépané du Tragadero de Chaquil (Soloco, Chachapoyas, Amazonas, Pérou).

Autrefois, on effectuait des trépanations pour diverses raisons. Par analogie avec les techniques de trépanation du XIXe siècle, les paléopathologistes proposent plusieurs causes à ces interventions chirurgicales : « toilette » des blessures à la tête avec enfoncement des os crâniens (exemples : traitement des traumatismes crâniens, patients atteints de fractures du crâne) ; guérison ou atténuation de douleurs (céphalée, vertiges, convulsions, crise d'épilepsie, troubles oculaires, mastoïdite aiguë), notamment pour soulager les effets d’une pression intracrânienne excessive (méningite) ; préconisation des sorciers pour faire sortir les esprits malins qui occupaient un hôte et provoqueraient, en particulier, des troubles mentaux. Les morceaux d'os découpés servaient ensuite d'amulette protectrice. Dans les civilisations égyptienne et sumérienne, on allait jusqu'à prélever des disques d'os crânien sur les cadavres. Dans certains ouvrages tibétains, la trépanation est présentée comme un moyen d'ouvrir le troisième œil. Certaines plantes, solanées (belladone, jusquiame), valériane étaient sans doute connues et utilisées comme anesthésiant, d'autres comme la sauge employées comme antiseptique.
Dans certaines civilisations disparues, il semble que la trépanation ait été associée aux déformations crâniennes pratiquées dès la prime enfance sur certains sujets afin de marquer des différences hiérarchiques, sociétaires ou de clan d'un groupe d'individus par rapport à d'autres (exemple: la civilisation de Paracas, au Pérou).

## Utilisation

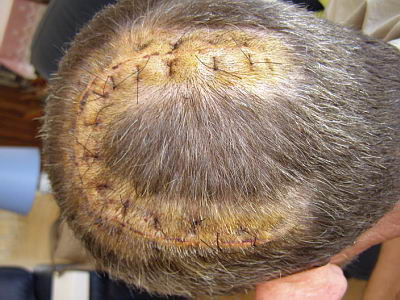
Cuir chevelu après trépanation pour un méningiome.

De nos jours, la trépanation est utilisée pour procéder à l'ablation de tumeurs ou dans le cas des hématomes, car si le sang n'est pas évacué, il peut y avoir une compression du cerveau qui provoque des lésions pouvant entraîner la mort. La trépanation est également utilisée en chirurgie oculaire.

### Augmentation des capacités cérébrales
En dehors de ces applications thérapeutiques, la trépanation est toujours utilisée par certains à des fins spirituelles : elle permettrait d'augmenter le métabolisme dans les capillaires[pas clair]. Il n'y a cependant aucune raison de croire que cette opération puisse réellement provoquer un tel changement. Cette pratique est illégale en Europe et aux États-Unis en raison du risque de formation de thrombus (caillots sanguins), de blessures et d'infections cérébrales. La trépanation, mal pratiquée, peut entraîner la mort.
Cette opération a notamment été pratiquée et racontée par Joey Mellen (en) dans son livre Bore Hole et Amanda Feilding qui a tenté de promouvoir cette opération en Grande-Bretagne. Les deux citent l'influence de Bart Huges et de la culture Beatnik en général dans cette expérience.

### Filmographie
- Heartbeat in the Brain, film documentaire britannique de 1970 où la réalisatrice, Amanda Feilding, s'auto-trépane.